# Noorden
Noorden (52° 10′ N, 4° 50′ L) é uma cidade dos Países Baixos, na província de Holanda do Sul. Noorden pertence ao município de Nieuwkoop, e está situada a 10 km, a norte de Woerden.
Em 2001, a cidade de Noorden tinha 975 habitantes. A área urbana da cidade é de 0.18 km², e tem 337 residências.
A área de Noorden, que também inclui as partes periféricas da cidade, bem como a zona rural circundante, tem uma população estimada em 1590 habitantes.

## Fotos

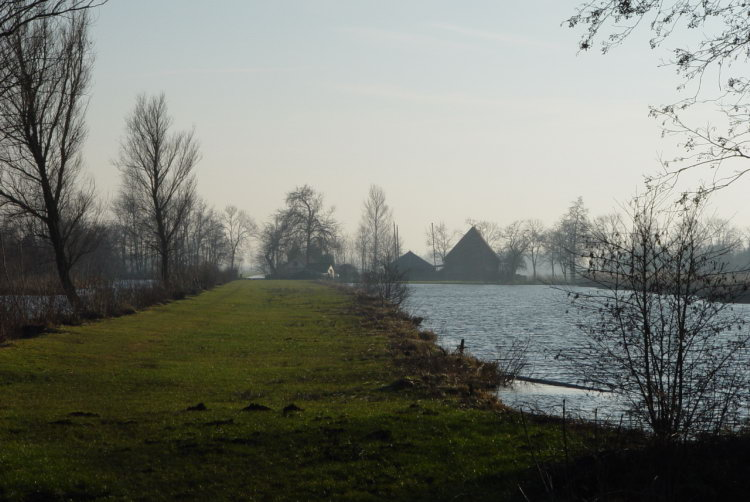
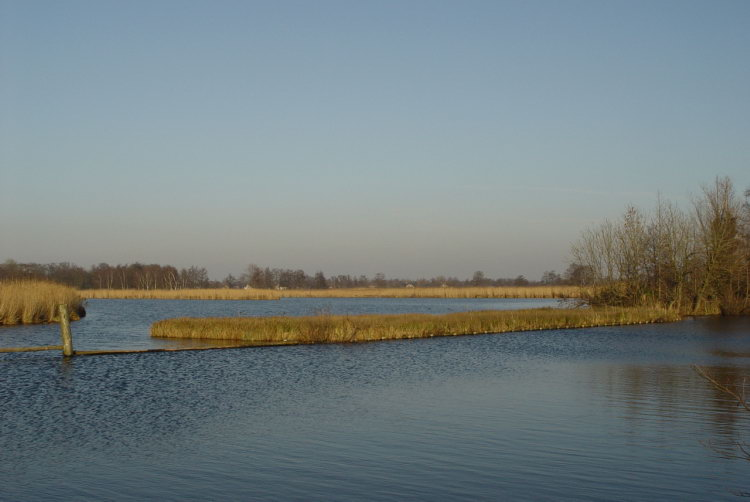
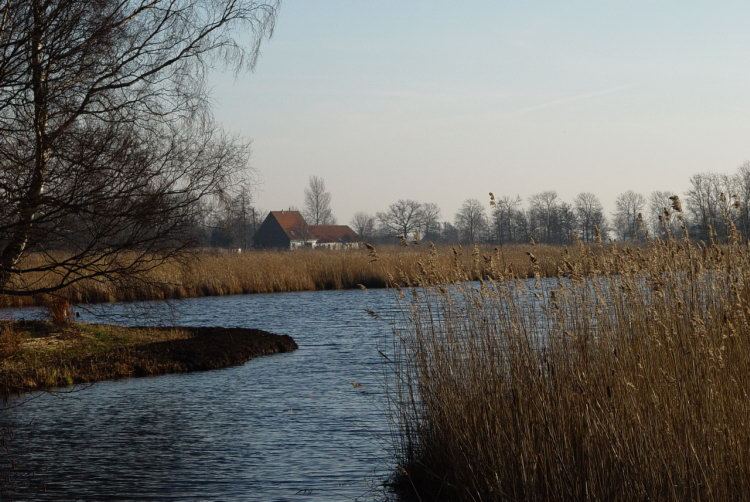
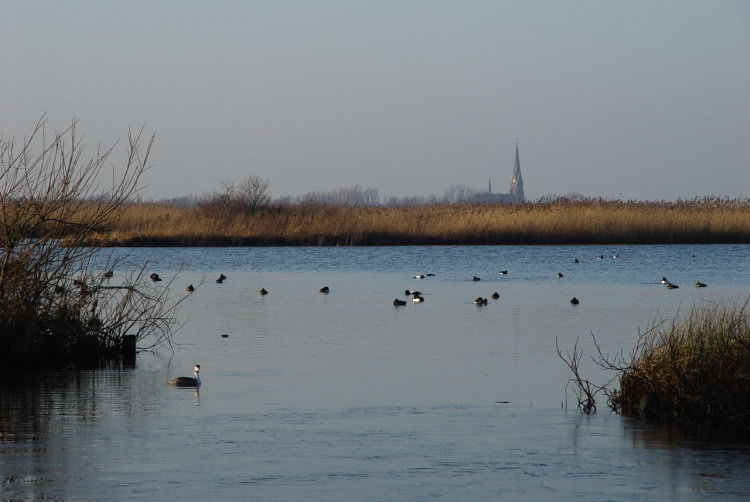
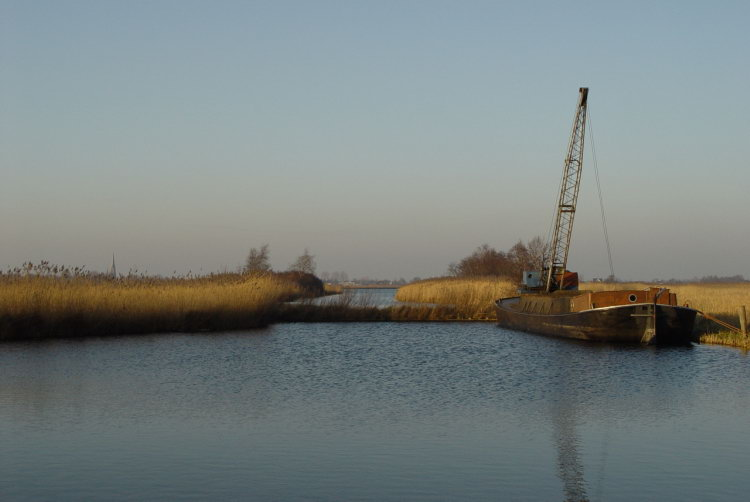
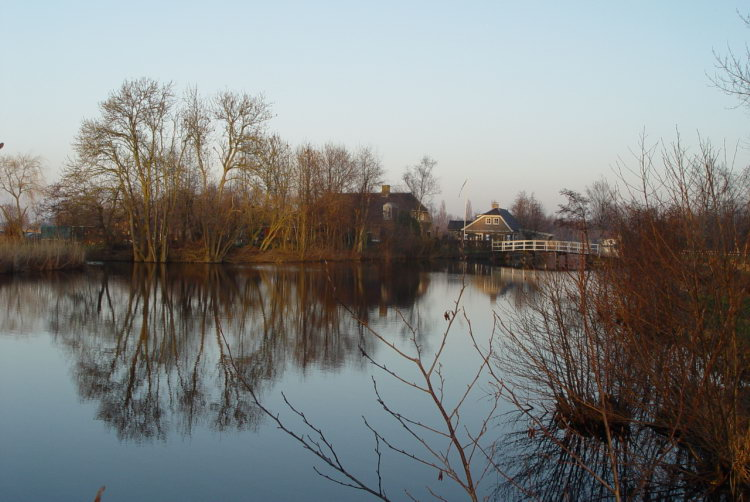
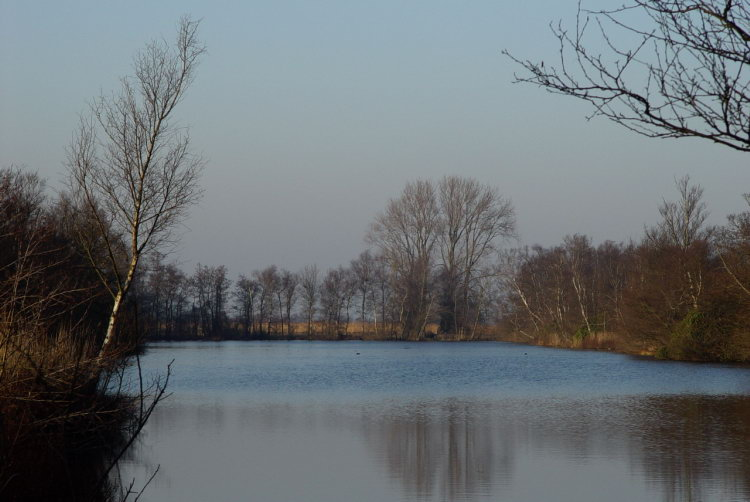